# Наседкин, Филипп Иванович
Фили́пп Ива́нович Насе́дкин (14 [27] августа 1909, с. Знаменка, Воронежская губерния — 3 июня 1990, Москва) — русский советский писатель. Член ВКП(б) с 1929 года.

## Биография
Филипп Иванович Наседкин родился 14 (27) августа 1909 год в селе Знаменка (ныне в составе Старооскольского городского округа, Белгородская область). Учился во Всесоюзном коммунистическом институте журналистики. В 1928—1943 годах был на комсомольской работе. В 1939—1943 — секретарь ЦК ВЛКСМ, в 1940 — ответственный редактор журнала «Смена». В годы Великой Отечественной войны — комиссар Главвсеобуча СССР. В это время тяжело заболел и потерял зрение. Будучи незрячим, написал 16 повестей и романов. Начал печататься в 1931 году (рассказ «Набат» в журнале «Подъём», Воронеж). Произведения писателя посвящены подвигам комсомольцев в годы Гражданской войны, трудовым будням советской молодёжи. Спектакли по роману «Великие голодранцы» ставились на многих театральных сценах. Два романа писателя были экранизированы.
Ф. И. Наседкин умер в 3 июня 1990 года. Похоронен в Москве на Троекуровском кладбище.

## Награды и премии
- премия Ленинского комсомола (1970) — за создание романа «Великие голодранцы»
- два ордена Трудового Красного Знамени (28.10.1948)
- орден Дружбы народов
- Звание «Почётный гражданин города Старый Оскол и Старооскольского района» (04.12.1987)

## Память
Его именем названа улица в юго-западной части города Старый Оскол и в родном селе Знаменка.
Также его имя присвоено Знаменской библиотеке № 20.

## Список произведений

### Романы
- Возвращение (1945)
- Большая семья (1949)
- Испытание чувств (1956)
- Великие голодранцы (1967)
- Красный чернозём (1969)
- Озарение (1970)

### Повести
- Так начиналась жизнь (1938)

## Экранизации
- Великие голодранцы (1973)
- Красный чернозём (1977)